# Frankenhausen (Crimmitschau)
Frankenhausen ist eine Ortschaft der Großen Kreisstadt Crimmitschau im sächsischen Landkreis Zwickau. Zur Ortschaft gehören die Ortsteile Frankenhausen (977 Einwohner), Gosel (52 Einwohner) und Gösau (135 Einwohner).

## Geografie

### Geografische Lage und Verkehr

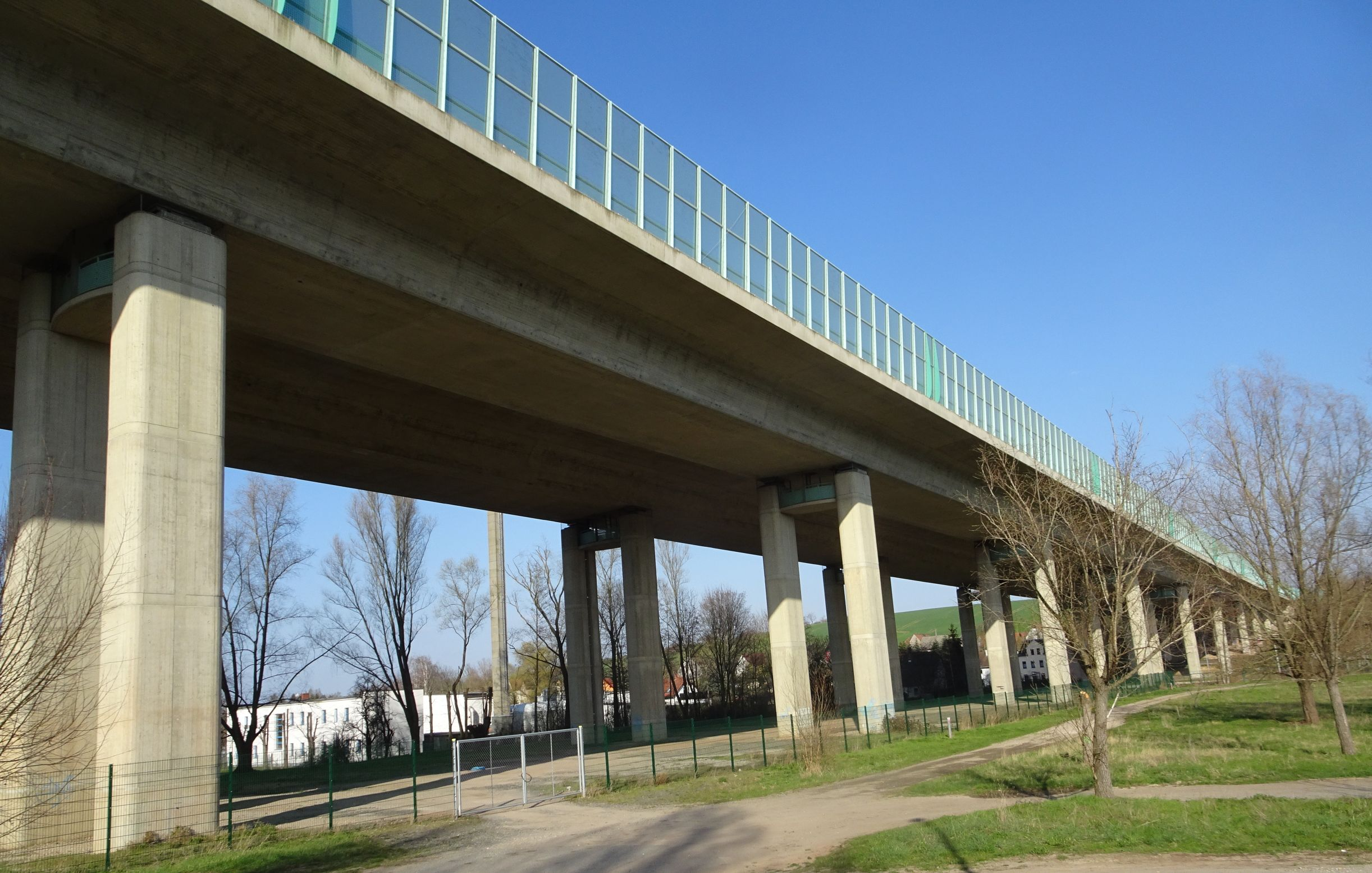
Pleißetalbrücke

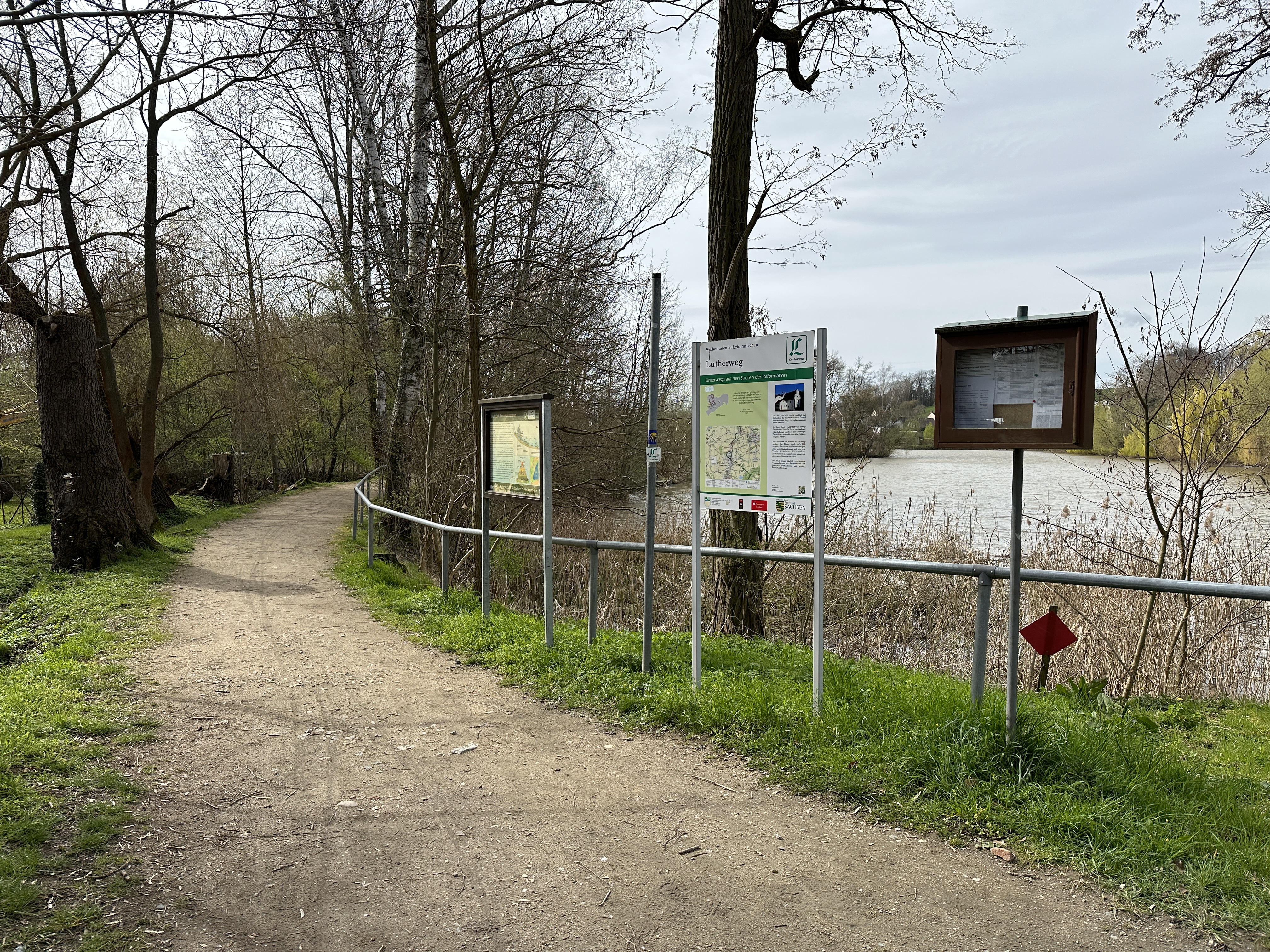
Lutherweg in Frankenhausen am Hofteich

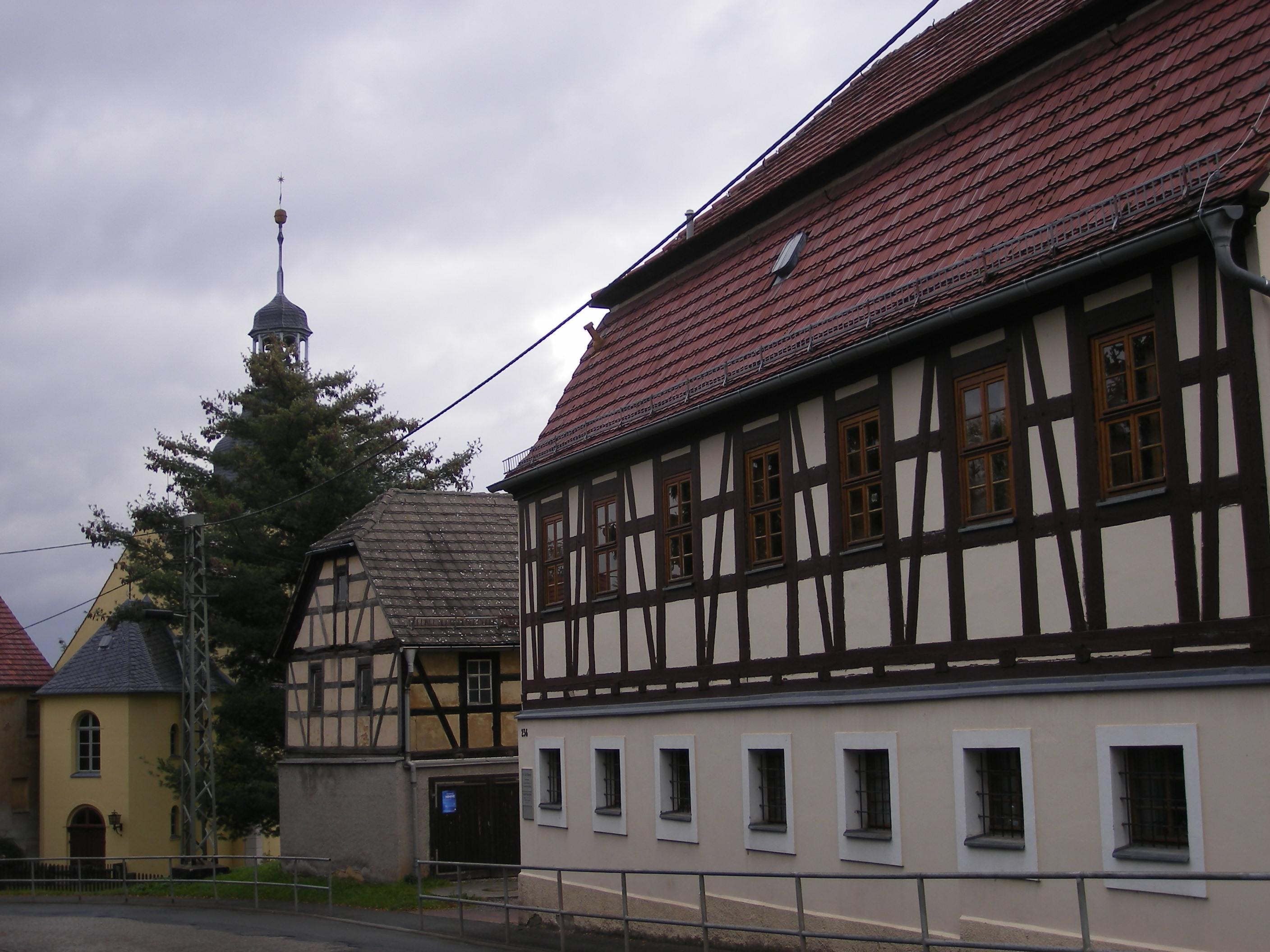
Pfarramt mit Kirche

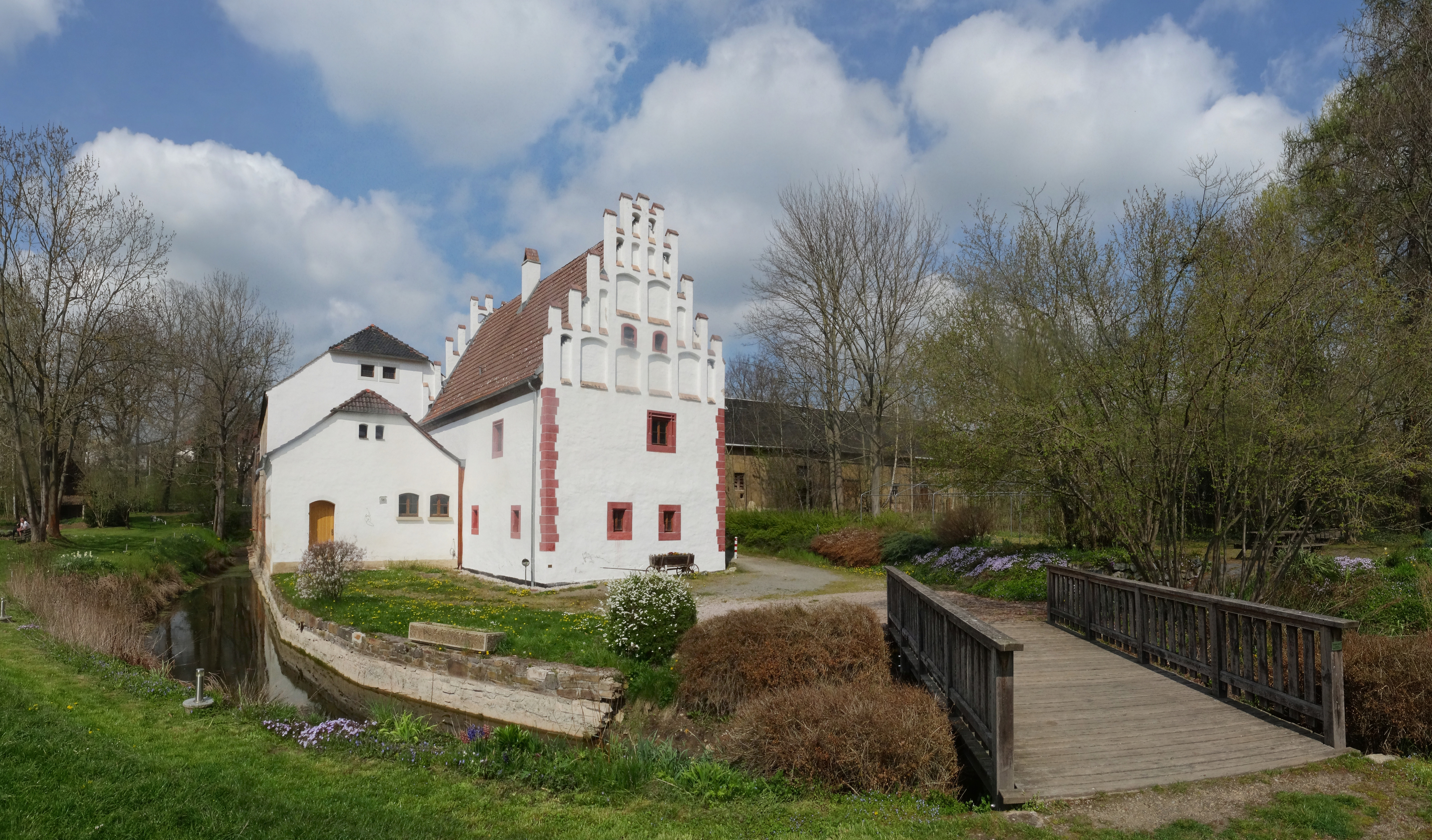
Restaurierte Teile des Zisterzienserinnenklosters Frankenhausen

Frankenhausen ist die nördlichste Ortschaft der Stadt Crimmitschau. Im Norden befindet sich die Landesgrenze zu Thüringen (Landkreis Altenburger Land). Besonders auffallend ist die 550 m lange Pleißenbrücke der Autobahn 4. Den Mittelpunkt der Ortschaft bildet der 2,8 ha große Hofteich, auf dem der Crimmitschauer Eissport (TV Frankenhausen) seine Wurzeln hat. Für das Zentrum sind auch die Kirche mit Pfarre und Nebengebäuden, die Schule und das Kloster. Der Verein Sächsischer Heimatschutz Frankenhausen bemüht sich um die Restaurierung. Der Mühlgraben und die Pleiße prägen das Ortsbild mit. Frankenhausen liegt am Lutherweg Sachsen.

### Nachbarorte
|       | Grünberg                                    | Gosel       |
| Gösau | Kompassrose, die auf Nachbargemeinden zeigt | Waldsachsen |
|       | Leitelshain                                 |             |

## Geschichte
Das Dorf ist aus zwei Waldhufendörfern entstanden, die zu beiden Seiten des Flusses Pleiße lagen. Urkundlich erwähnt wurde der Ort das erste Mal bereits 1271, und zwar als Rittersitz eines Heinrici von Vrankenhusen. Dietrich von Landsberg stiftete die Gegend am 4. Mai 1276 den Zisterzienserinnen von Grünberg. Diese siedelten 1292 nach Frankenhausen über. Das neue Kloster brannte 1410 ab, bald darauf erbaute man ein neues. Aus dieser Zeit stammen auch die heute noch vorhandenen Gebäude Klosterschule und Priorhaus. Nach der mit der Reformation einhergehenden Säkularisation des Klosters kaufte Wilhelm von Thumbshirn im Jahre 1543 das zu einem Rittergut umgewandelte Anwesen. Spätere Besitzer waren u. a. die Edlen von Planitz und der Kauf- und Handelsherr Oeler (1764). Die letzten Besitzer waren bis zur Enteignung im Zuge der Bodenreform im Jahr 1945 die freiherrliche Familie von Mansbach. Zur Grundherrschaft des Ritterguts Frankenhausen gehörten u. a. die Orte Heyersdorf, Obergrünberg, Niedergrünberg, Gösau und Gosel (sächsischer Anteil). Ein Teil von Frankenhausen gehörte zur Grundherrschaft des Ritterguts Gablenz.
Frankenhausen gehörte ursprünglich zur schönburgischen Pflege Crimmitschau, die 1413 wettinisch wurde und im 16. Jahrhundert im kursächsischen Amt Zwickau aufging. Später gehörte der Ort bis 1856 zum kursächsischen bzw. königlich-sächsischen
Amt Zwickau. 1856 wurde Frankenhausen dem Gerichtsamt Crimmitschau und 1875 der Amtshauptmannschaft Zwickau angegliedert. Die Landgemeinde Tempelfrankenhausen (1871: 328 Ew.) wurde 1877 eingegliedert. Bereits um 1875 kam der sächsische Anteil von Gosel zu Frankenhausen. Ein weiterer Anteil von Gosel wurde durch den im Jahr 1928 erfolgten Gebietsaustausch und der damit einhergehenden Grenzbereinigung zwischen dem Freistaat Sachsen und dem Land Thüringen nach Frankenhausen eingegliedert. Der südliche Teil Frankenhausens ist übergangslos mit Crimmitschau, dem Frankenhausen am 1. Juli 1950 angeschlossen wurde, verbunden und hat seinen dörflichen Charakter zum Teil verloren.
Durch die zweite Kreisreform in der DDR kam Frankenhausen als Ortsteil der Stadt Crimmitschau im Jahr 1952 zum Kreis Werdau im Bezirk Chemnitz (1953 in Bezirk Karl-Marx-Stadt umbenannt), der ab 1990 als sächsischer Landkreis Werdau fortgeführt wurde und 1994 im Landkreis Zwickauer Land bzw. 2008 im Landkreis Zwickau aufging. Die Ortschaft Frankenhausen besteht neben dem Hauptort und dem sächsischen Anteil von Gosel noch aus dem am 1. Februar 1973 nach Crimmitschau eingemeindeten Ort Gösau.

## Gosel und Gösau
Die Ortsteile Gosel und Gösau haben noch immer einen stark dörflichen Charakter. Viele Bauernhöfe im fränkischen Baustil, zu einem großen Teil noch gut erhalten oder von den jeweiligen Besitzern wieder hergerichtet, zeugen vom einstigen Wohlstand und Fleiß des sächsisch-altenburgischen Bauernstandes. Der Großteil des Ortsteiles Gosel gehörte bis 1928 zum thüringischen Amtsbezirk Ponitz, vormals zum Herzogtum Sachsen-Altenburg.

## Persönlichkeiten
- Albert Kunze (1877–1949), Maler, in Frankenhausen geboren
- Harald Norden (* 1933), Eisschnellläufer, in Frankenhausen geboren
- Mourad Kusserow (1939–2019), Publizist, von 1945 bis 1954 in Frankenhausen aufgewachsen